# Ледена епоха 2: Разтопяването
„Ледена епоха 2: Разтопяването“ (на английски: Ice Age 2: The Meltdown) е американска компютърна анимация от 2006 г., продуциран от Blue Sky Studios, разпространен от 20th Century Fox и продължение на „Ледена епоха“ и е втория филм от поредицата. Режисиран е от Карлос Салдана, по сценарий на Питър Голки, Гери Суалоу и Джим Хект. Рей Романо, Джон Легуизамо, Денис Лиъри и Крис Уедж повтарят ролите си в първия филм, докато новодошлите актьори Куин Латифа, Шон Уилям Скот и Джош Пек се присъединяват в състава.
Премиерата на филма е в Белгия на 1 март 2006 г. и в САЩ на 31 март. Пуснат е в 70 страни, а последното му пускане е на 9 юни в Китай. Три продължения са пуснати – „Ледена епоха 3: Зората на динозаврите“ (2009), „Ледена епоха 4: Континентален дрейф“ (2012) и „Ледена епоха 5: Големият сблъсък“ (2016).

## Сюжет
Температурата в света на мамута Мани, ленивеца Сид, саблезъбия тигър Диего и катеричката Скрат се покачва и започва затопляне. За да избягат от наводненията в долината, героите започва щуро пътешествие и срещат женския мамут Ели. Мани се влюбва в Ели.
В долината има всякакви пързалки и игри. Всичко това е помрачено с версията на един лешояд, който казва, че идва „краят на света“. Те тръгват за един кораб, който ще ги спаси. По време на пътуването Мани, Диего и Сид срещат женския мамут Ели, която се смята за опосум защото е израснала сред опосуми. Накрая за малко да умрат от наводненията, но се спасяват. Мани и Ели са заедно.

## Актьорски състав
- Рей Романо – Мани
- Джон Легуизамо – Сид
- Денис Лиъри – Диего
- Крис Уедж – Скрат
- Куин Латифа – Ели
- Шон Уилям Скот – Краш
- Джош Пек – Еди
- Уил Арнет – Лешояда
- Джей Лено – Бързият Тони
- Том Фан – Стю
- Алекс Съливан – Джеймс
- Алън Тюдик – Чоли
- Клеа Люис – Женски ленивец

## Саундтрак
Музиката е на Джон Пауъл, саундтракът също включва песента „Славна храна“ (Food Glorious Food) от мюзикъла и филма „Оливър!“. Пауъл композира нова музика за филма, в който сменя песните от предишния филм.
Ледена епоха 2: Разтопяването (Ice Age 2: The Meltdown) е композиран от Джон Пауъл, и е пуснат на 28 март 2006 г. на Varèse Sarabande Records.

## Пускане
Световната премиера е на 19 март 2006 г. в Китайския театър на Грауман в Лос Анджелис, Калифорния. На 13 октомври 2014 г. филмът е пуснат отново в 3D единствено в Китай.